# نهر لاسولو
نهر لاسولو هو نهر في سولاوسي، إندونيسيا حوالي 1700 كم شمال شرق العاصمة جاكرتا. ومن روافده نهر لاليندو.